# Parlatoria cinnamomicola
Parlatoria cinnamomicola är en insektsart som beskrevs av Tang 1984. Parlatoria cinnamomicola ingår i släktet Parlatoria och familjen pansarsköldlöss. Inga underarter finns listade i Catalogue of Life.